# Kamaran
Kamaran (arabisch كمران Kamarān) ist die größte im Roten Meer liegende Insel des Jemen.

## Geographie
Kamaran ist eine Schelfinsel auf dem seichten Kontinentalschelf der Arabischen Halbinsel und auf drei Seiten von Korallenriffen umgeben. Das südliche Ende der Insel, Ra's al-Yaman, ist nur zwei Kilometer vom jemenitischen Festland bei Ra's al-Bayād auf der Halbinsel Salif entfernt und von dieser durch die Kamaran-Passage getrennt. Die Insel ist weitgehend flach, mit einigen Hügeln im Süden. Höchster Punkt ist der Dschabal Yaman (جبل يمن) mit einer Höhe von 24 Metern.
Die Bevölkerung beträgt 2465 zum Stichtag der Volkszählung vom 16. Dezember 2004. Der Hauptort Kamaran liegt an der Ostküste, dem jemenitischen Festland gegenüber, und verfügt über einen natürlichen Hafen. Weitere Gemeinden sind Makram (مكرم) an der Westküste und Yaman (يمن) im äußersten Süden.

## Verwaltung
Kamaran bildet einen der 26 Distrikte des Gouvernement al-Hudaida.

## Geschichte
Kamaran war bereits seit Jahrhunderten bewohnt, als die Portugiesen im 16. Jahrhundert einen Stützpunkt auf der Insel errichteten. Im 19. Jahrhundert war die Insel Teil des Osmanischen Reiches und diente als Quarantänestation für Mekkapilger.
Im Juni 1915, während des Ersten Weltkrieges, nahmen die Briten die Insel mit Truppen aus Aden ein und ernannten fortan Kommissare für die Verwaltung der Insel, ohne formell von ihr Besitz zu ergreifen. 1923 ließ der Vertrag von Lausanne, der das Ende des Osmanischen Reiches besiegelte, die Zukunft der Insel offen. Großbritannien hielt die Insel trotz Protesten des Königreiches Jemen weiterhin besetzt und verwaltete sie von der Kolonie Aden aus. 1949 legte das Vereinigte Königreich formell fest, dass der Gouverneur von Aden auch der Gouverneur von Kamaran sei, aber die Insel wurde nicht der Kolonie angegliedert.
Am 30. November 1967 wurde Kamaran anlässlich der Unabhängigkeit der früheren Kolonie Aden der Volksrepublik Jemen (Südjemen) zugeschlagen, aber am 6. Oktober 1972 von der geographisch näher liegenden Arabischen Republik Jemen besetzt.